# Banda musical

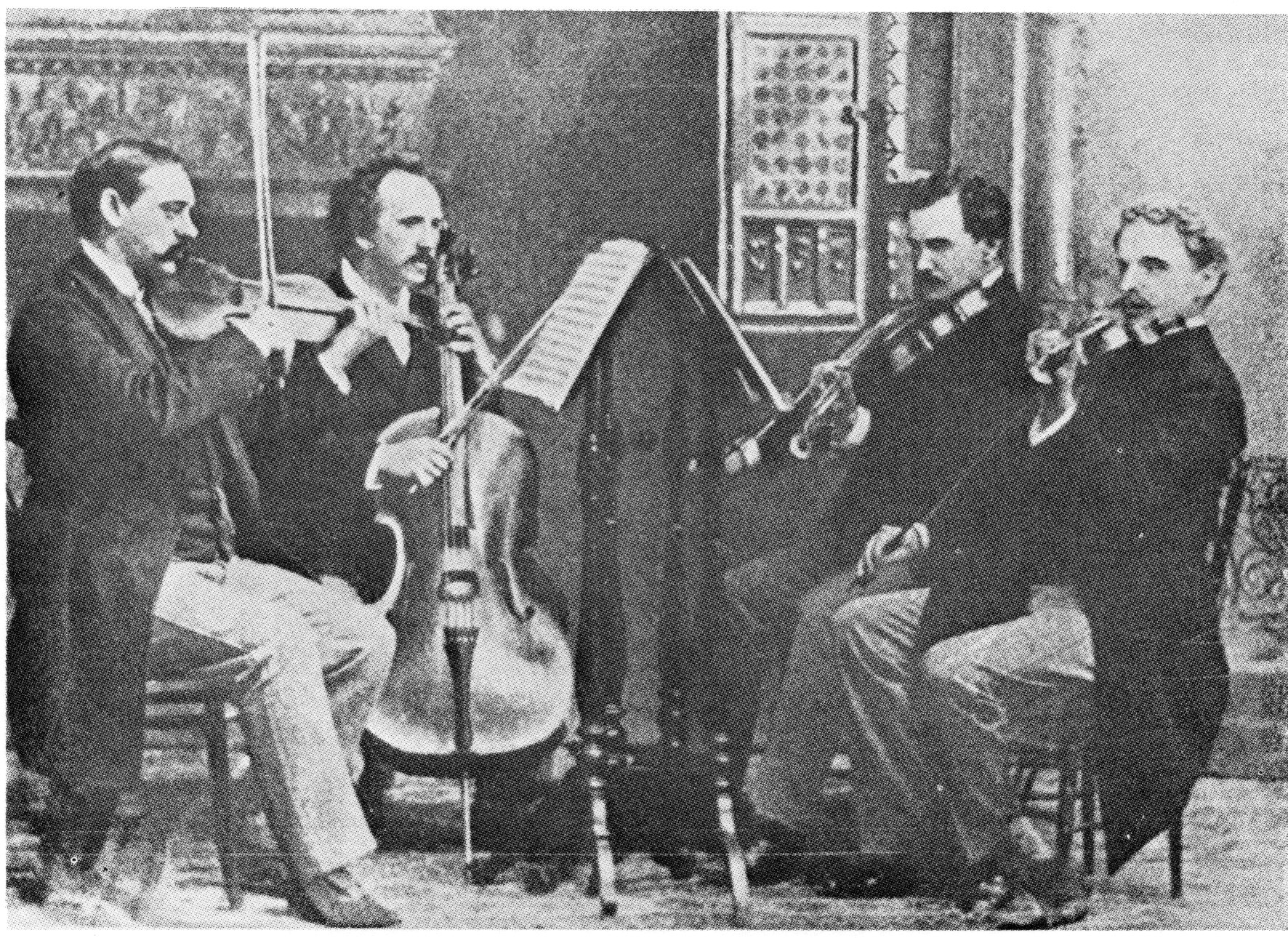
O Quarteto de Cordas Kneisel de Franz Kneisel deu a primeira apresentação pública do Quarteto Americano de Antonín Dvořák, opus 96.

Um grupo ou banda musical é uma parceria artística formada por pessoas que tocam música permanentemente juntas. Indica tanto o conjunto de papéis dos músicos quanto seu agrupamento concreto, sejam eles profissionais ou amadores. Nos diferentes campos e gêneros musicais em que um grupo musical é considerado, ele é variado em termos de pauta, repertório e função. Além disso, um conjunto instrumental é composto por instrumentistas, enquanto um conjunto vocal é composto por cantores.
Os termos grupo musical, conjunto musical, conjunto musical, formação musical são amplamente utilizados na literatura. No entanto, esses termos também podem se referir por excelência apenas a grupos de jazz, rock e pop. As palavras agrupadas, juntas e complexas na linguagem comum têm a mesma ambivalência. Um corpo musical é, em vez disso, uma banda. O termo conjunto também é usado, para indicar um grupo de músicos sem partes predominantes, ou um conjunto musical folclórico característico de um país, com um genérico ou especificidade nos diferentes significados do termo em diferentes idiomas.

## Características
A formação de uma banda depende do gênero musical que ela tem de tocar, pois cada gênero tem seus conjuntos característicos.
Quando um grupo de pessoas trabalha na gravação de uma peça, geralmente na música clássica, a gravação ocorre diretamente com o ensemble completo, enquanto em outros gêneros é possível gravar as várias faixas (faixas) separadamente e, portanto, apenas um músico pode executar diferentes partes; durante os concertos isto não é possível pelo que, se necessário, recorremos à ajuda de músicos de sessão que tocam as partes que não são executadas pelos principais componentes.
São exemplos de conjuntos musicais, muito diferentes entre si:
- duos, trios, quartetos, quintetos, pequenas seções de músicos que tocam música culta;
- orquestras, bandas, corais, grandes grupos de cantores ou instrumentistas do repertório operístico, de banda ou sinfônico;
- grupos, bandas, grupos de rock e música pop em geral de no máximo dez músicos;
- bandas de jazz, conjuntos de jazz compostos por mais ou menos artistas.

## Formações típicas

### Rock

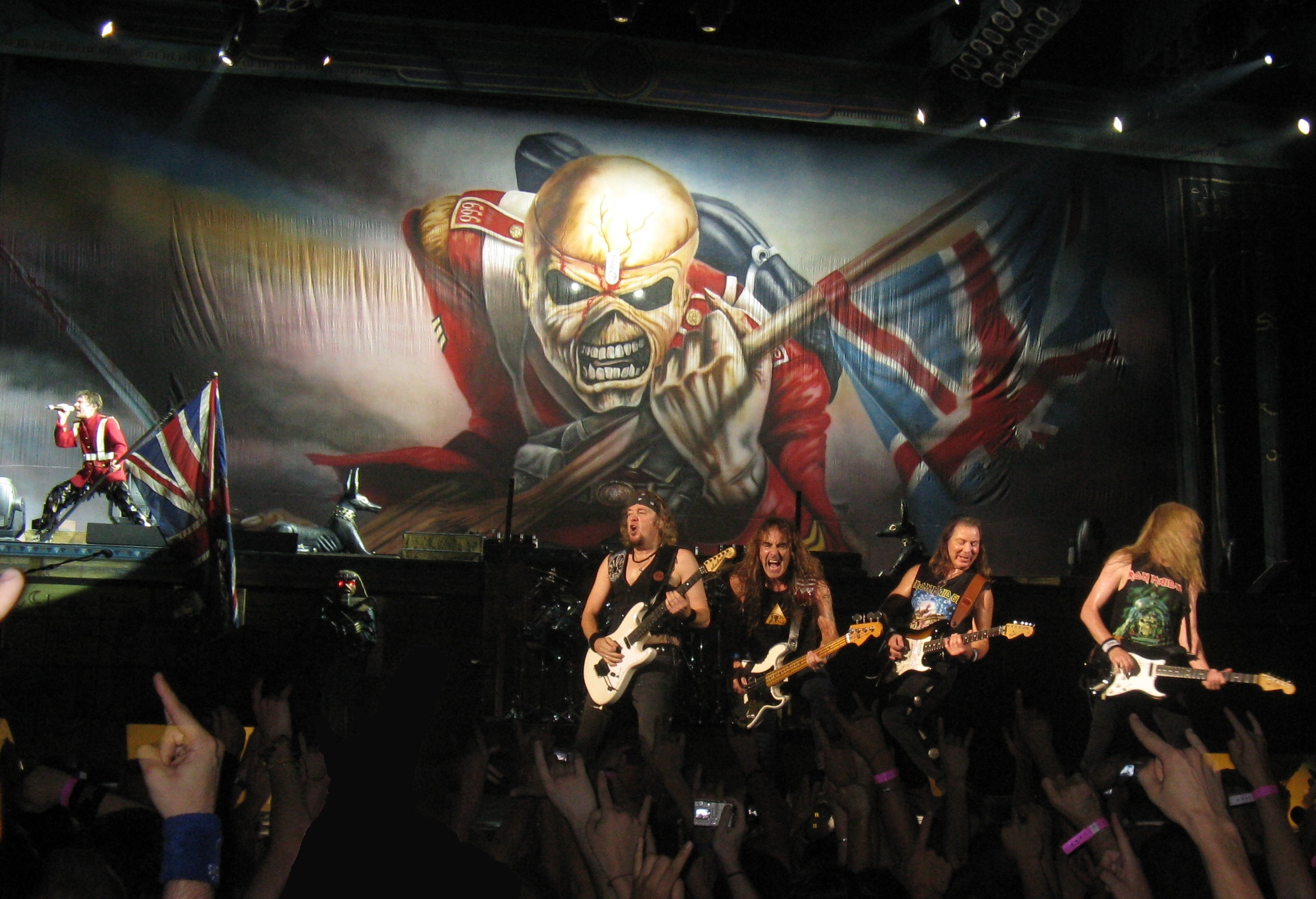
Iron Maiden é uma banda de seis membros com um vocalista, três guitarristas, um baixista e um baterista.
A formação mais simples do rock (e subgêneros como hard rock, punk rock e heavy metal) é o power trio: baterista, baixista e guitarrista, onde pelo menos um dos três também é cantor, geralmente o guitarrista.
Geralmente, o grupo pode consistir em:
- um cantor;
- dois guitarristas (solista e ritmo);
- um baixista.
- um baterista.
- um tecladista, em tempos mais recentes.

Às vezes, há mais de dois guitarristas, e um dos integrantes também pode ser uma voz adicional. Muitas vezes existem instrumentos adicionais, como o órgão, sintetizador e sampler, ou instrumentos de sopro, como o sax e o trompete. De qualquer forma, o baixo e a bateria são essenciais em qualquer tipo de grupo, pois constituem a seção rítmica do conjunto.
Uma formação de rock típica também pode ser utilizada nos gêneros listados abaixo e no folk, com a adição ou substituição de outros instrumentos se necessário.

### Rap
Em um grupo de hip hop ou rap geralmente não há instrumentistas, pois, a música é tocada com sintetizadores e samplers, capazes de reproduzir todos os sons. Em concertos, às vezes são usados sintetizadores ou tambores.

### Jazz e blues
Na música negra a pauta frequentemente aumenta, acrescentando ao grupo conforme descrito acima a seção de trompas (de 3 a 5 elementos) e a seção de coristas, além de ver facilmente a coexistência de órgão e piano. No jazz em particular, a formação varia de acordo com as épocas: das origens ao período do swing (1930-1940) é a época das big bands, uma orquestra de jazz com uma seção de sopros composta por mais de dez elementos aos quais eles são adicionados: guitarrista, contrabaixista, baterista e pianista. Desde o final da Segunda Guerra Mundial, com o Be-bop e mais tarde nos anos 60 com o free jazz surgem conjuntos menores, de três a cinco elementos, contrabaixista, baterista, pianista e um ou dois sopros.

### Pop
No pop os grupos são frequentemente Boy bands ou Girl bands, ou seja, bandas compostas por meninos e meninas (com um número que geralmente varia de um mínimo de 3 a um máximo de 6) que cantam e geralmente não tocam instrumentos. É por isso que nos concertos e na gravação das peças são acompanhados por músicos que, embora não façam parte do grupo, são habitualmente fixos.